# Аггтелек
Аггтелек (венг. Aggteleki Nemzeti Park) — национальный парк в Северной Венгрии, в медье Боршод-Абауй-Земплен, а также название небольшой деревни в этом парке. Находится на территории Пещерного района Аггтелек, который включён в список мирового культурного наследия ЮНЕСКО совместно со словацким Словацким Карстом, который продолжает Аггтелек на территории Словакии.
Парк расположен в 60 километрах к северу от Мишкольца неподалёку от городка Сендрё. Аггтелек расположен между долинами рек Бодва и Шайо на самой границе со Словакией.
Площадь парка — 199 км², из которых 39 км² находятся под особой защитой. Аггтелек стал национальным парком в 1985 году, а десятью годами позже был включён в список Всемирного наследия.
Аггтелек — образец карстового региона. Его территория покрыта многочисленными известняковыми скалами, перемежаемыми узкими обрывистыми долинами рек. Главной достопримечательностью парка являются многочисленные пещеры, образующие сложные лабиринты и многокилометровые ходы. Всего в регионе насчитывается до 712 пещер. Самая большая и известная — Барадла (Домица), самая крупная сталактитовая пещера Европы. Её длина составляет 26 километров, из которых 18 расположены в Венгрии, а 8 в Словакии, где она известна под именем Домица.